# Ullumdam
De Ullumdam is een dam in de San Juan, gelegen in de provincie San Juan. Zijn doel is het vasthouden van water voor de irrigatie en voor het opwekken van elektriciteit.
De bouw van de dam begon in 1969 en werd afgerond in 1980. In de waterkrachtcentrale staat een Kaplanturbine en een generator met een totale capaciteit van 45 megawatt (MW).
De dam ligt in een kloof ongeveer 20 kilometer stroomopwaarts van San Juan, de hoofdstad van de provincie. Het stuwmeer heeft een oppervlakte van 12 km2 en bevat 440 miljoen m3 water. Het meer ligt 768 meter boven de zeespiegel.
De dam ligt is een gebied met weinig neerslag, er valt jaarlijks minder dan 100 millimeter regen. Het water komt uit de Andes die direct ten westen van San Juan liggen. Hier valt sneeuw en het smeltwater voedt de rivier en het stuwmeer. Bij de stad zijn veel agrarische activiteiten, waaronder de wijnbouw, die voor het water afhankelijk zijn van de dam.